# Los Telares
Los Telares is een plaats in het Argentijnse bestuurlijke gebied Salavina in de provincie Santiago del Estero. De plaats telt 2.032 inwoners.